# Мясищево (Московская область)
Мясищево — деревня в Ступинском районе Московской области в составе Аксиньинского сельского поселения (до 2006 года — Большеалексеевский сельский округ).

## География
Мясищево расположено на севере района, по правому берегу речки Нудовки, правом притоке реки Северка, высота центра деревни над уровнем моря — 151 м. Ближайшие населённые пункты: примерно в 2 км на юго-запад Мартыновское, в полукилометре на запад — Авдотьино, около 1,5 км на восток — Милино и, около 1,5 км на север — Софьино Домодедовского округа.

## Население
| 2002 | 2006 | 2010 |
| ---- | ---- | ---- |
| 4    | ↘0   | →0   |

## Инфраструктура
Мясищево на 2015 год — фактически крупный дачный посёлок: при отсутствии жителей в деревне 3 улицы, проезд и 2 СНТ.